# 運動 (以色列)
運動（希伯來語：‎）是以色列一個政黨，是在2012年由以色列國會最大黨前進黨當時的黨魁齊皮·利夫尼在新一任黨主席選舉中敗選後退黨成立。而後在2013年以色列國會選舉中獲得6席，超越前進黨的2席，並加入以色列聯合黨所組成的聯合政府。
該黨支持在以色列基本法中加入環境保護，他們也強烈認為與巴勒斯坦之間的和平是一定要努力達成的。